# Groși, Alba
Groși este un sat în comuna Ceru-Băcăinți din județul Alba, Transilvania, România.